# Thập niên 1740
Thập niên 1740 là thập niên diễn ra từ năm 1740 đến 1749.